# Im Luxuszug
Im Luxuszug ist ein deutscher Stummfilm aus dem Jahre 1927 von Erich Schönfelder mit Dina Gralla und Ernst Verebes in den Hauptrollen. Der Film basiert auf dem gleichnamigen Bühnenstück von Abel Hermant.

## Handlung
Prinzessin Hedwig von Radisien soll auf Geheiß ihrer ebenso gestrengen wie dominanten Mutter, Prinzessin Anastasia, den wenig ansehnlichen und ziemlich schlafmützigen Großfürsten Nikita heiraten. Doch sie hat wenig Lust dazu, zumal ihr der schmucke Edelmann Don Manuel sehr viel besser gefällt. In der Infantin Elvira, einer Prinzessin, die ihre besten Tage längst hinter sich hat, bekommt Hedwig jedoch beinharte Konkurrenz um Manuels Gunst; nicht etwa, weil Manuel ihr ebenfalls gefallen würde, sondern weil Elvira mit jedem Mann zu flirten beginnt, der nicht sofort das Weite sucht. 
Der lustspielhafte Zufall will es, dass alle Beteiligten dieses Beziehungsreigens eines Tages im titelgebenden Luxuszug nach Paris sitzen, was nunmehr zu zahllosen Verwechslungen, Irrungen und Wirrungen führt. Immer wieder treffen die nicht zusammengehörenden Männer und Frauen in ihren Coupés aufeinander, bis am Ende jeder Topf seinen passenden Deckel findet. Hedwig entgeht der erzwungenen Zug-Trauung mit dem ungeliebten Nikita, weil dieser zwischenzeitlich lieber ein Bad nimmt, statt vor den Traualtar zu treten. Die Prinzessin weiß diesen glücklichen Umstand für sich zu nutzen und heiratet stattdessen Don Manuel. Als die entrüstete Fürstin-Mutter dies nicht glauben kann, zeigt ihr Hedwig keck triumphierend den Trauschein.

## Produktionsnotizen
Im Luxuszug entstand in nur zwei Wochen zwischen dem 31. August und dem 13. September 1927 im Filmatelier von Staaken bei Berlin. Der Streifen passierte die Filmzensur am 17. November desselben Jahres und wurde am 13. Dezember 1927 in Berlins Marmorhaus uraufgeführt. Die Länge des mit Jugendverbot belegten Films betrug 2369 Meter, verteilt auf sechs Akte. In Österreich lief der Streifen 1928 unter dem Titel Madonna im Luxuszug.
Die Filmbauten gestalteten Andrej Andrejew und Erich Zander.

## Kritiken
Die Österreichische Film-Zeitung schrieb: „Der Film wird als Groteske überaus komisch und in einem richtigen Wirbeltempo gespielt, das den Zuschauer mitreißt und nicht aus dem Lachen kommen läßt.“
In Wiens Kino-Journal war zu lesen: „Eine richtige Schlagerkomödie, die alle Ingredenzien [sic!] enthält, die das Publikum liebt:; derbe Lustigkeit, witzige Verwicklungen, pikante Würze.“